# Jacques Tourneur

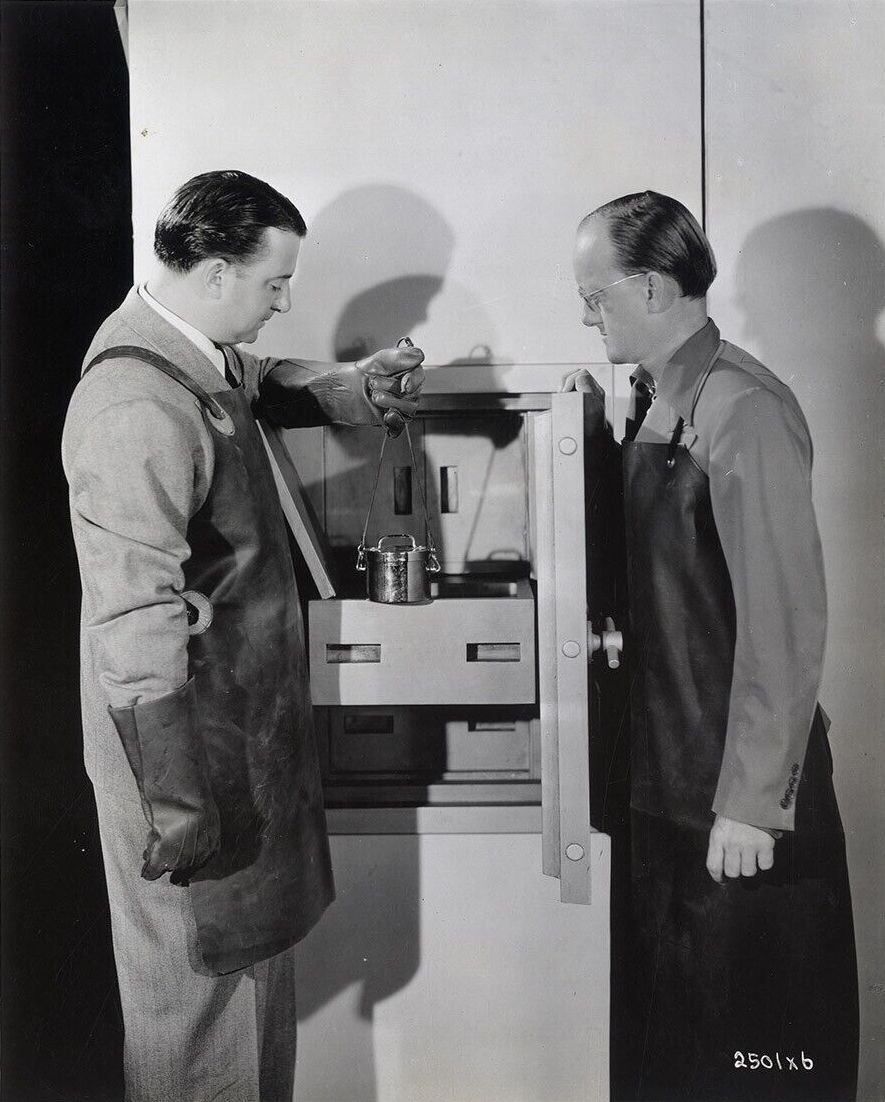
Franska filmregissören Jacques Tourneur och producent Pete Smith, 1937.

Jacques Tourneur, född 12 november 1904 i Paris, död 19 december 1977 i Bergerac i Dordogne, var en fransk filmregissör. Han var son till Maurice Tourneur.

## Filmografi (i urval)
- 1942 – Rovdjurskvinnan
- 1943 – Svart mystik
- 1943 – Leopardmannen
- 1944 – Vådligt experiment
- 1944 – Dagar av ära
- 1946 – De drogo västerut
- 1947 – Skuggor ur det förflutna
- 1948 – Berlin Express
- 1950 – Höken och pilen
- 1950 – Pionjärer
- 1951 – Piratdrottningen
- 1955 – Vilda nätter i Wichita
- 1957 – Demonens förbannelse
- 1957 – Misstänkt för rån
- 1963 – Komedi i skräck
- 1965 – Undervattensstaden